# بالارات

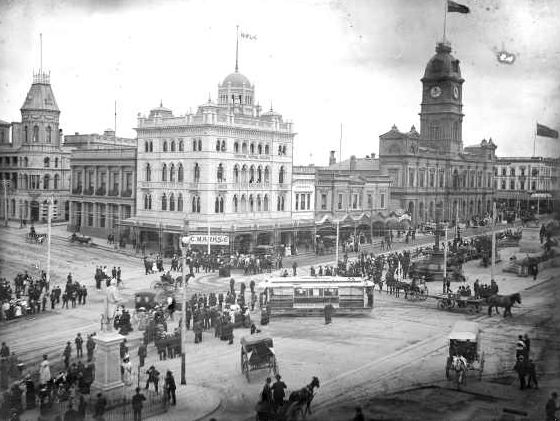
مدينة بالارات عام 1899م

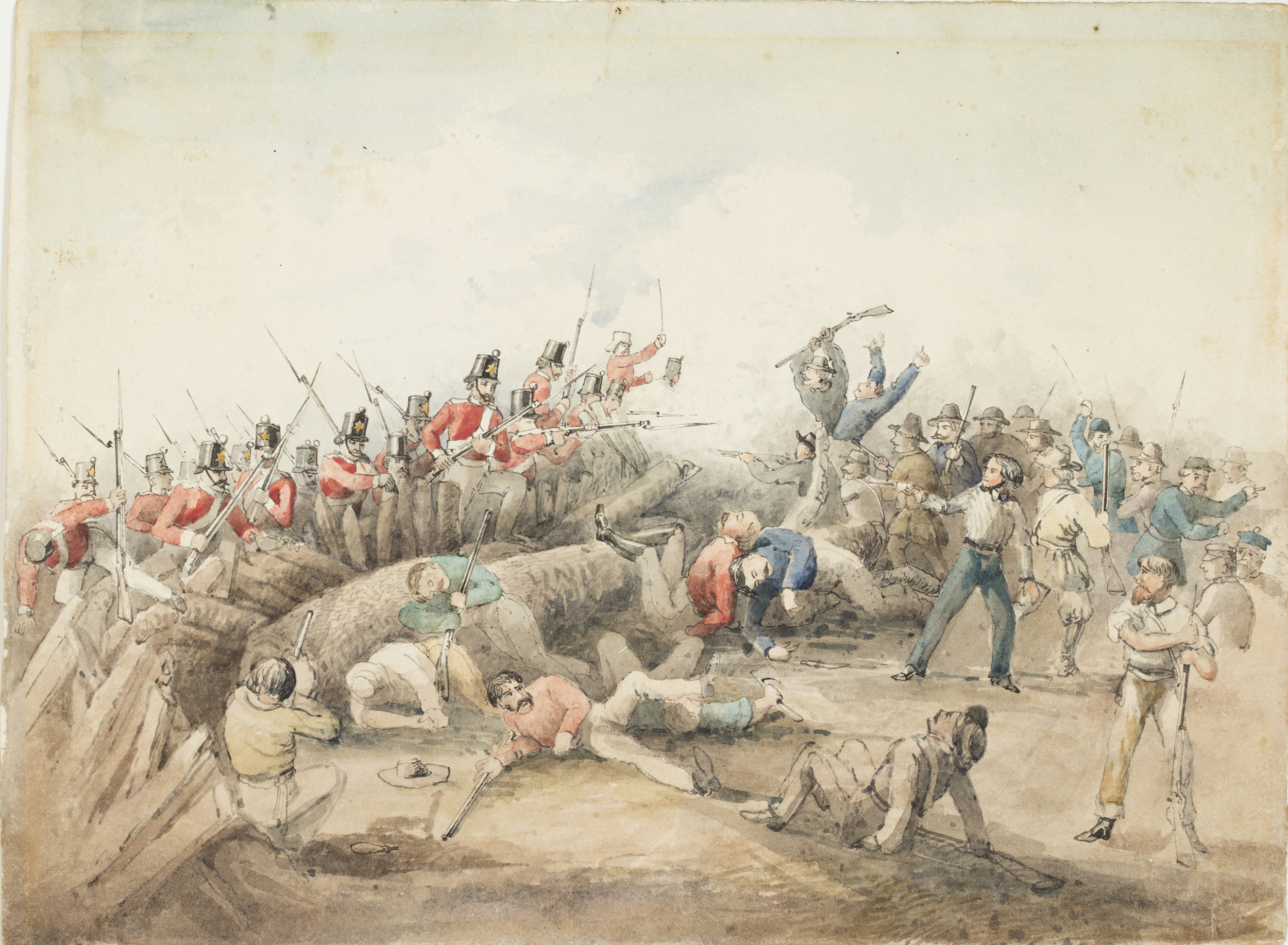
شهدت يورسكا معركة دامية بين الجيش البريطاني والمستوطنين الإنجليز عام 1834م

بالارات (بالإنجليزية: Ballarat)‏ ، هي مدينة أسترالية ، أسست المدينة عام 1838م ويبلغ عدد سكانها نحو 85.935 الف نسمة عام 2011م.

## المناخ
يظهر الجدول التالي التغييرات المناخية على مدار السنة لبالارات:
| البيانات المناخية لـبالارات       | البيانات المناخية لـبالارات | البيانات المناخية لـبالارات | البيانات المناخية لـبالارات | البيانات المناخية لـبالارات | البيانات المناخية لـبالارات | البيانات المناخية لـبالارات | البيانات المناخية لـبالارات | البيانات المناخية لـبالارات | البيانات المناخية لـبالارات | البيانات المناخية لـبالارات | البيانات المناخية لـبالارات | البيانات المناخية لـبالارات | البيانات المناخية لـبالارات |
| الشهر                             | يناير                       | فبراير                      | مارس                        | أبريل                       | مايو                        | يونيو                       | يوليو                       | أغسطس                       | سبتمبر                      | أكتوبر                      | نوفمبر                      | ديسمبر                      | المعدل السنوي               |
| --------------------------------- | --------------------------- | --------------------------- | --------------------------- | --------------------------- | --------------------------- | --------------------------- | --------------------------- | --------------------------- | --------------------------- | --------------------------- | --------------------------- | --------------------------- | --------------------------- |
| الدرجة القصوى °م (°ف)             | 42.0 (107.6)                | 44.1 (111.4)                | 37.9 (100.2)                | 31.5 (88.7)                 | 26.1 (79.0)                 | 21.6 (70.9)                 | 19.1 (66.4)                 | 23.0 (73.4)                 | 27.9 (82.2)                 | 33.4 (92.1)                 | 37.3 (99.1)                 | 40.6 (105.1)                | 44.1 (111.4)                |
| متوسط درجة الحرارة الكبرى °م (°ف) | 25.4 (77.7)                 | 25.6 (78.1)                 | 22.8 (73.0)                 | 18.3 (64.9)                 | 14.3 (57.7)                 | 11.1 (52.0)                 | 10.4 (50.7)                 | 11.7 (53.1)                 | 13.9 (57.0)                 | 16.7 (62.1)                 | 20.1 (68.2)                 | 22.7 (72.9)                 | 17.7 (63.9)                 |
| المتوسط اليومي °م (°ف)            | 18.1 (64.6)                 | 18.4 (65.1)                 | 16.2 (61.2)                 | 12.6 (54.7)                 | 9.8 (49.6)                  | 7.3 (45.1)                  | 6.6 (43.9)                  | 7.4 (45.3)                  | 9.1 (48.4)                  | 11.1 (52.0)                 | 13.9 (57.0)                 | 15.9 (60.6)                 | 12.2 (54.0)                 |
| متوسط درجة الحرارة الصغرى °م (°ف) | 10.8 (51.4)                 | 11.1 (52.0)                 | 9.6 (49.3)                  | 6.9 (44.4)                  | 5.2 (41.4)                  | 3.5 (38.3)                  | 2.7 (36.9)                  | 3.1 (37.6)                  | 4.3 (39.7)                  | 5.5 (41.9)                  | 7.7 (45.9)                  | 9.0 (48.2)                  | 6.6 (43.9)                  |
| أدنى درجة حرارة °م (°ف)           | 0.7 (33.3)                  | −1.4 (29.5)                 | −0.6 (30.9)                 | −4.1 (24.6)                 | −4.5 (23.9)                 | −4.6 (23.7)                 | −6.3 (20.7)                 | −5.0 (23.0)                 | −4.6 (23.7)                 | −3.6 (25.5)                 | −1.0 (30.2)                 | −1.0 (30.2)                 | −6.3 (20.7)                 |
| الهطول مم (إنش)                   | 39.7 (1.56)                 | 31.2 (1.23)                 | 35.9 (1.41)                 | 43.4 (1.71)                 | 52.2 (2.06)                 | 61.9 (2.44)                 | 62.0 (2.44)                 | 72.3 (2.85)                 | 68.4 (2.69)                 | 59.1 (2.33)                 | 56.6 (2.23)                 | 52.2 (2.06)                 | 635.4 (25.02)               |
| متوسط الأيام الممطرة              | 7.5                         | 5.9                         | 8.9                         | 11.4                        | 14.4                        | 17.7                        | 19.8                        | 18.7                        | 16.5                        | 14.7                        | 11.7                        | 10.8                        | 158.0                       |
| Average afternoon رطوبة نسبية (%) | 44                          | 43                          | 46                          | 55                          | 69                          | 77                          | 76                          | 72                          | 65                          | 60                          | 56                          | 48                          | 59                          |
| المصدر:                           |                             |                             |                             |                             |                             |                             |                             |                             |                             |                             |                             |                             |                             |

## معرض صور

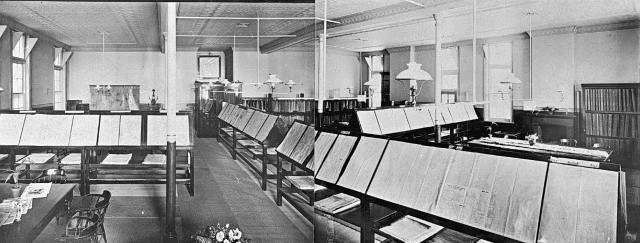
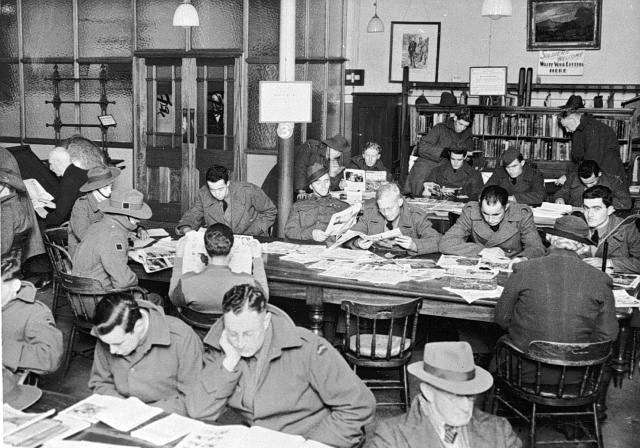
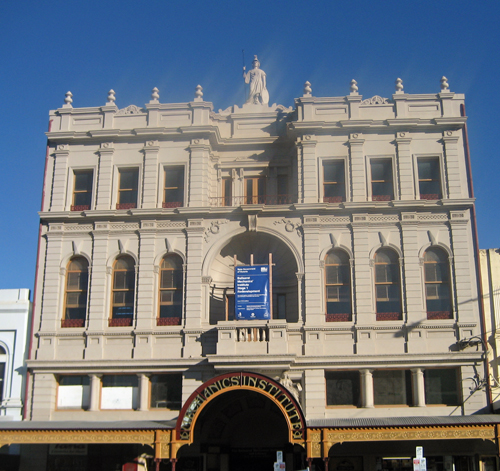

## توأمة
لبالارات اتفاقيات توأمة مع:
- أينارو

## أعلام
- روجر دونالدسون
- تيم لان
- رايموند هايت
- راتشيل تايلور
- بوب جوشوا
- ألان مور
- فرانك فنر
- بيل هنتر
- ارين إليس
- نورمان ريتشاردز

## المصدر
1. ↑   https://www.abs.gov.au/census/find-census-data/quickstats/2021/20101. {{استشهاد ويب}}: |url= بحاجة لعنوان (مساعدة) والوسيط |title= غير موجود أو فارغ (من ويكي بيانات) (مساعدة)
2. ↑  GeoNames (بالإنجليزية), 2005, QID:Q830106
3. ↑  2011 Census QuickStats: Ballarat نسخة محفوظة 14 سبتمبر 2017 على موقع واي باك مشين.
4. ↑  "Climate statistics for Ballarat". Australian Bureau of Meteorology. مؤرشف من الأصل في 2020-03-07. اطلع عليه بتاريخ 2017-11-16.

## وصلات خارجية
- Ballarat City Council
- Visit Ballarat - Ballarats Official Tourism website
- Ballarat – Tourism Victoria – Government tourism site.
- Ballarat and District Industrial Heritage Project